# Dipturus batis
Dipturus batis é uma espécie de peixe da família Rajidae da ordem dos Rajiformes. Os machos podem alcançar os 285 cm de comprimento total e 97,1 kg de peso. A espécie é ovípara, as fêmeas ponde ovos envoltos numa cápsula córnea. É um peixe marinho das regiões de clima subtropical. A espécie é demersal, vivendo entre os 100–1000 m de profundidade. Alimenta-se de animais bentónicos. Ocorre no Oceano Atlântico oriental: desde a Noruega, a Islândia e as ilhas Feroé até ao Senegal, incluindo o Mediterrâneo ocidental e o oeste do Mar Báltico. É inofensivo para os humanos.